# Skagersvik
Skagersvik is een plaats in de gemeente Gullspång in het landschap Västergötland en de provincie Västra Götalands län in Zweden. De plaats heeft 243 inwoners (2005) en een oppervlakte van 57 hectare.